# Liu Yongfu
 (février 2015).
Si vous disposez d'ouvrages ou d'articles de référence ou si vous connaissez des sites web de qualité traitant du thème abordé ici, merci de compléter l'article en donnant les références utiles à sa vérifiabilité et en les liant à la section « Notes et références ».
Liu Yongfu (chinois : 刘永福 ; pinyin : liú yǒngfú), né le 10 octobre 1837 à (钦州) dans le Guangdong (actuellement Guangxi) et mort en janvier 1917, est un soldat de fortune chinois, commandant de l'armée des Pavillons noirs. En 1895, il est le dernier chef de gouvernement de la république de Formose avant l'occupation japonaise.